# ميغيل أنخيل مارتينيز
ميغيل أنخيل مارتينيز (بالإسبانية: Miguel Ángel Martínez)‏ هو سباح إسباني، ولد في 19 أبريل 1984 في خاين في إسبانيا.